# DAKAYAK
DAKAYAK (укр. Дакаяк) — український хіп-хоп гурт. Утворився у 2020 році у Варві, Чернігівської області. В даний час колектив складається з реперів GA5LO (укр. Гасло), SOKOL (укр. Сокол) та бітмейкера Lester'а (укр. Лестер), яких поєднують схожі погляди на музику, моду та мистецтво взагалі. Перші учасники українського лейблу OTG.
16 серпня 2020 року колектив випустив першу повноцінну роботу, мініальбом Нетрі, який був присвячений рідному селищу.
15 січня 2021 року спільно з виконавцем ябідою випустили трек «Чугайстер». Цього ж року, 15 червня, публікується дебютний сингл «Надвоє» за участю виконавця MONSTR. 10 грудня 2021 року релізиться пісня «Хутір».
Після великої паузи, 11 серпня 2022 року, виходить черговий сингл «Сіль». 23 вересня 2022 року шанувальники отримують трек «Оплот», яким гурт висловлює непереможність української бойової техніки.
2023 рік відкривається синглом «Вверх», котрий торкається теми важливості підтримки один-одного по життю, який вийшов 3 лютого. 24 березня 2023 року в мережі з'являється нова робота під назвою «Полюбому» за участю виконавиці TALI. 09 червня 2023 року випускається трек "Пустеля" та 30 червня 2023 року виходить спільна робота з Ridg'ом під назвою "Хапай". 31 липня 2023 року на всіх майданчиках гурту стає доступним новий трек «Лента».

## Історія
У 2020 році репери GA5LO та SOKOL, з бітмейкером Lester'ом, формують гурт. Влітку, цього ж року, колектив випускає мініальбом Нетрі для безкоштовного прослуховування і скачування, яким закріплює своє ім'я на українському ринку. Пізніше виходить відеокліп, на головний трек з мініальбому.
Взимку 2021 року колектив, спільно з засновником лейблу Svitanok Records (укр. Світанок Рекордс) — ябідою, публікують трек «Чугайстер», спродюсований merlen'ом. Сумісна композиція випускається на лейблі ябіди, але невдовзі архівується з усіх цифрових майданчиків.
Восени 2021 року хлопцями зацікавлюються земляки з PVNCH та пропонують новачкам стати першими учасниками їхнього українського лейблу OTG. 15 червня, цього ж року, виходить дебютний сингл «Надвоє» в якому бере участь репер MONSTR, котрий є співзасновником лейблу OTG. Згодом з'являється ліричне відео, яке закріплює реліз і ставить жирнючу крапку. Колективи здружуються та працюють надалі як одна команда, під лейблом OTG.
Бітмейкер Lester паралельно розпочинає сольну кар'єру у сфері продакшину, де створює бітпаки, тегаючи кожен словосполученням: «OTG, чув таке?». На біти Lester'а все частіше залітають українські-андегруанд виконавці. Попит росте. 
Влітку 2021 року OTG організовує вечірку у рідному селищі Варва, Чернігівська область, де гроші з продажу квитків передаються на благодійність. Хлопці вперше виступають, зі своїми треками, на одній сцені з PVNCH.
10 грудня 2021 року у колектива виходить другий сингл «Хутір». Водночас з піснею публікується відео, в якому хлопці показують, де саме вони створюють реп.
Творчість тимчасово призупиняється через війну в Україні. Учасники гурту перебувають в різних містах і довгий час не мають змоги зібратися разом.
11 серпня 2022 року шанувальники отримують черговий сингл під назвою «Сіль». Пісня присвячена найбільшому в Європі підприємству з солевидобутку — «Артемсолі». Внаслідок постійних обстрілів завод припинив роботу і сіль значно подорожчала, а десь взагалі зникла. Гурт створює ліричне відео, де показуються кадри видобутку сировини, місця бойових дій та уривки з мультфільму «Як козаки сіль купували».
23 серпня 2022 року хлопців запрошують виступити у Чернівцях, де вони погоджуються і беруть участь. Усі кошти з квитків і донатів надсилаються організаторами на платформу United24.
23 вересня 2022 року у колективу виходить четвертий сингл. Цього разу це трек про найкращий український танк БМ «Оплот». Разом з піснею публікується ліричне відео, де екранізована сама бойова машина.
01 жовтня 2022 року гурт вперше виступає в Києві на благоднійному івенті від Allosyrup / HOTLINE & PORYAD UKRAINE. На виручені кошти організатори закуповують теплий одяг для 95-ої ДШВ і 47-ого штурмового полку.
05 листопада 2022 року хлопці виступають в ролі розігріву на благодійному концерті PVNCH в місті Прилуки. Організатором виступає виходинець з варвинщини, а всі зароблені кошти перераховуються на рахунок БО «Залізний Тил».
2023 рік стартує синглом «Ввверх», який вийшов 03 лютого. Цим треком висловлюється важливість підтримки один-одного по життю, особливо під час війни в Україні на момент створення треку. Вдодачу з піснею виходить ліричне відео, де відображаються слова пісні, автомобіль українського виробництва — Daewoo Lanos та самі учасники гурту.
11 лютого 2023 року колектив вдруге виступає в Києві на шостій річниці Allosyrup / HOTLINE. Хлопці дають виступ останніми та закривають вечірку. Зароблені кошти з тусовки перерахувалися в благодійну організацію PORYAD UKRAINE для закупівлі грілок та ковдр військовим України.
24 березня 2023 року виходить новий трек гурту під назвою «Полюбому». Хлопці вперше читають лірику та співпрацюють з українською співачкою TALI, яка є вихідцем з Варвинщини, звідки і сам колектив. Пісня передає меланхолічний настрій, цінність моментів та віру у світле майбутнє, де головний посил: «Краще буде — Полюбому». Після релізу публікується ліричне відео, на якому відображені міста України і не тільки. 
12 травня 2023 року на всіх цифрофих майданчиках колективу знову стає доступний трек «Чугайстер». Згодом на YouTube канал колективу постить ліричне відео на якому зображений чугайстер в мультимедійному стилі. 
09 червня 2023 року виходить трек «Пустеля» про те, що треба жити тут і зараз, і даже в самій складній ситуації ми виживем. Трек закріплюється ліричним відео, де відображена обкладинка треку зі словами поверх неї. 
30 червня 2023 року гурт випускає спільну роботу з Ridgo'm під назвою «Хапай». Хлопці знайомляться на одній із вечірок Allosyrup / HOTLINE, де респектують один-одному. Згодом записують спільний трек на біт платинового саундпродюсера Wonderson'a і знімають mood ролик разом із давніми знайомими колективу. Трек тепло приймають з обох сторін шанувальники. 
31 липня 2023 року на всіх музичних платформах колективу з'являється новий трек «Лента». За основну мелодію та приспів взята пісня «Лента за лентою», яку влучно доповнюють куплети GA5LO та SOKOL'а. Трек вирізняється позитивним вайбом про радість від простих речей, які набули особливої цінності під час війни. 
22 серпня 2023 року гурт запрошують виступити в дитячому таборі West Camp в Лючі. Хлопці виступають з найкращими своїми треками та палять вперше на відкритій сцені демки, які плануються увійти у другий мініальбом. Гурту висловлюють потужний респект організатори та глядачі.  
...  

## Дискографія

### Мініальбоми
| Назва                                                                        | Деталі альбому | Посилання | Тексти пісень | Дж. |
| ---------------------------------------------------------------------------- | --- | --------- | ------------- | --- |
| Нетрі                                                                        | - Випущений: 16 серпня 2020 року - Лейбл: — - Кількість пісень: 5 - Бітмейкер-(ри): GA5LO & Lester - Формат: Цифрове завантаження | слухати   | переглянути   | —   |
| "—" позначає запис, в якому не використовувався лейбл і де відсутні джерела. | |           |               |     |

### Сингли
| Назва                                                     | Рік  | Альбом            | Бітмейкер | Посилання | Текст пісні | Дж.   |
| --------------------------------------------------------- | ---- | ----------------- | --------- | --------- | ----------- | ----- |
| «Надвоє» (за участю виконавця MONSTR)                     | 2021 | Сингл без альбому | Lester    | слухати   | переглянути | [ 2 ] |
| «Хутір»                                                   | 2021 | Сингл без альбому | Lester    | слухати   | переглянути | [ 4 ] |
| «Сіль»                                                    | 2022 | Сингл без альбому | Lester    | слухати   | переглянути | —     |
| «Оплот»                                                   | 2022 | Сингл без альбому | Lester    | слухати   | переглянути | —     |
| «Вверх»                                                   | 2023 | Сингл без альбому | Lester    | слухати   | переглянути | [ 6 ] |
| «Полюбому» (за участю виконавиці TALI)                    | 2023 | Сингл без альбому | Lester    | слухати   | переглянути | [ 8 ] |
| «Пустеля»                                                 | 2023 | Сингл без альбому | Lester    | слухати   | переглянути | —     |
| «Лента»                                                   | 2023 | Сингл без альбому | Lester    | слухати   | переглянути | —     |
| «—» позначає запис, в якому не використовувалися джерела. |      |                   |           |           |             |       |

### Співпраця
| Назва                                                     | Рік  | Альбом            | Бітмейкер | Посилання | Текст пісні | Дж.   |
| --------------------------------------------------------- | ---- | ----------------- | --------- | --------- | ----------- | ----- |
| «Чугайстер» (спільно з виконавцем ябіда)                  | 2021 | Сингл без альбому | merlean   | слухати   | переглянути | —     |
| «Хапай» (спільно з виконавцем Ridge)                      | 2023 | Сингл без альбому | Wonderson | слухати   | переглянути | [ 7 ] |
| «—» позначає запис, в якому не використовувалися джерела. |      |                   |           |           |             |       |

### Музичні відео
| Назва                                                                          | Рік  | Монтаж             | Зйомщик-(ки)                      | Тип            | Посилання | Дж. |
| ------------------------------------------------------------------------------ | ---- | ------------------ | --------------------------------- | -------------- | --------- | --- |
| «Нетрі»                                                                        | 2020 | Roma Paschenko     | cobakachorna & Smok               | Music Video    | дивитись  | —   |
| «Надвоє» (за участі виконавця MONSTR)                                          | 2021 | Roma Paschenko     | —                                 | Lyric Video    | дивитись  | —   |
| «Хутір»                                                                        | 2021 | monochrome & ZDRV  | Sergey Markhel                    | Music Video    | дивитись  | —   |
| «Сіль»                                                                         | 2022 | monochrome & FETTY | —                                 | Lyric Video    | дивитись  | —   |
| «Оплот»                                                                        | 2022 | SOKOL              | —                                 | Lyric Video    | дивитись  | —   |
| «Вверх»                                                                        | 2023 | Sly Fox Studio     | —                                 | Lyric Video    | дивитись  | —   |
| «Полюбому» (за участю виконавиці TALI)                                         | 2023 | SOKOL              | —                                 | Lyric Video    | дивитись  | —   |
| «Чугайстер» (спільно з виконавцем ябіда)                                       | 2023 | Tommas Frank       | —                                 | Lyric Video    | дивитись  | —   |
| «Пустеля»                                                                      | 2023 | Tommas Frank       | —                                 | Lyric Video    | дивитись  | —   |
| «Хапай» (спільно з виконавцем Ridge)                                           | 2023 | Taras Bodnar       | Taras Bodnar & Rabchevskyi Serhii | Mood Video     | дивитись  | —   |
| «Лента»                                                                        | 2023 | Tommas Frank       | —                                 | Official Audio | дивитись  | —   |
| «—» позначає запис, в якому не використовувалася зйомка і де відсутні джерела. |      |                    |                                   |                |           |     |

## Номінації
| Рік  | Номіновано                            | Нагорода                  | Результат | Дж.   |
| ---- | ------------------------------------- | ------------------------- | --------- | ----- |
| 2021 | «Надвоє» (за участі виконавця MONSTR) | Найкращі колаборації року | Номінація | [ 9 ] |